# Evangelische Kirche (Richen, Groß Umstadt)

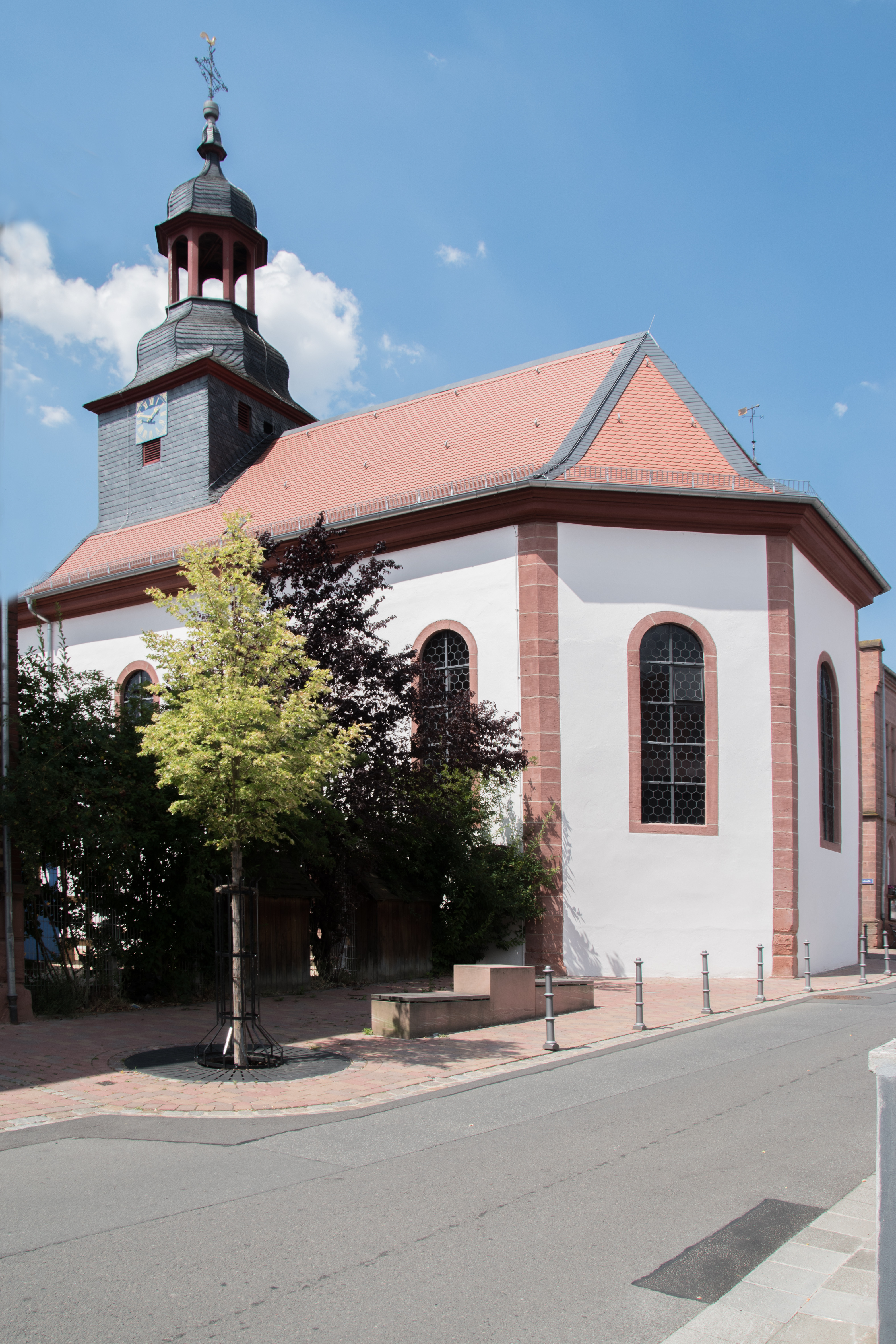
Evangelische Kirche in Richen

Die Evangelische Kirche ist ein denkmalgeschütztes Kirchengebäude in Richen, einem Stadtteil von Groß-Umstadt  im Landkreis Darmstadt-Dieburg in Hessen. Die Kirche gehört zum Dekanat Vorderer Odenwald in der Propstei Starkenburg der Evangelischen Kirche in Hessen und Nassau.

## Beschreibung

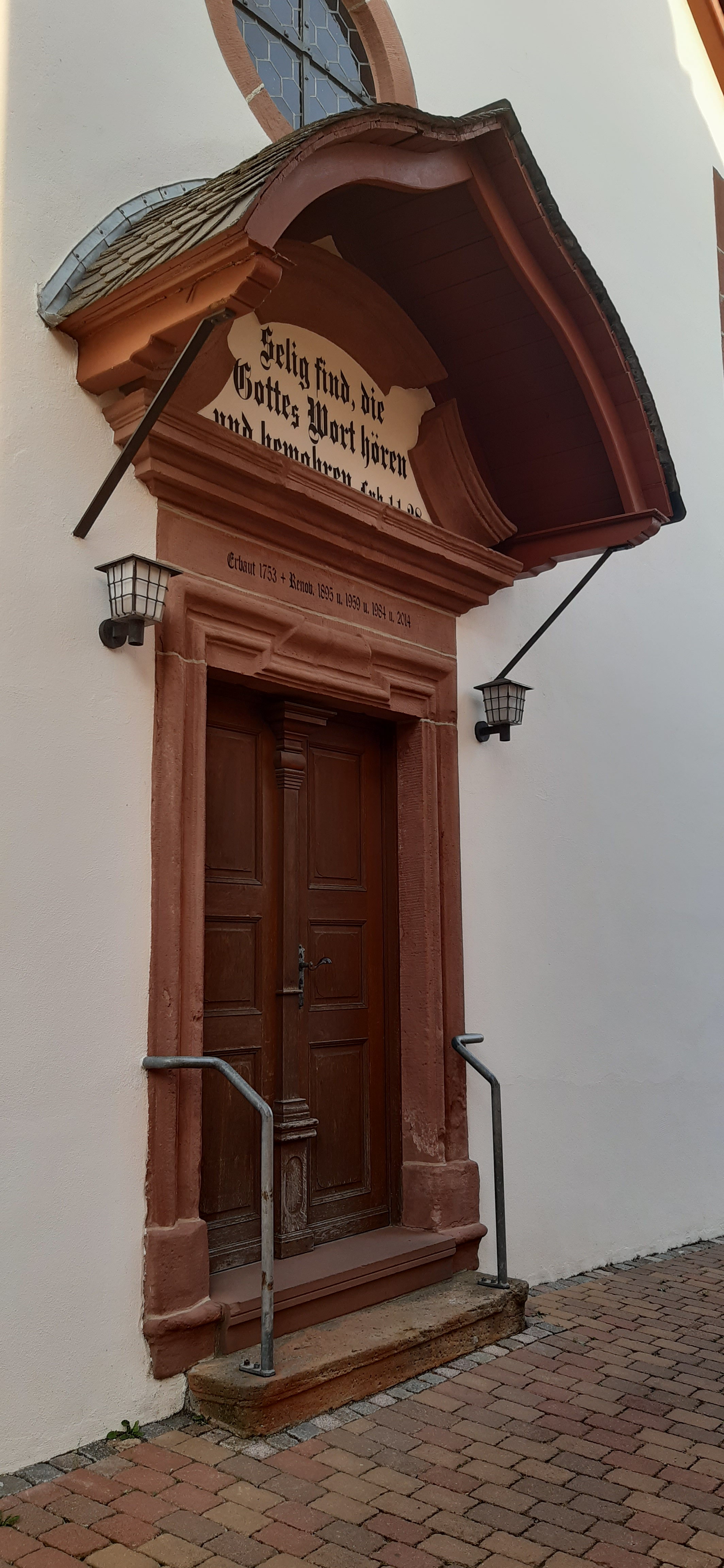
Überdachtes Eingangsportal mit Bau- und Renovierungszeiten sowie einem Sinnspruch

Nachdem die Kapelle neben dem Friedhof für die wachsende Gemeinde nicht mehr den Anforderungen entsprach, wurde 1758/59 eine Saalkirche mit dreiseitigem Schluss gebaut. Im Giebel des Eingangsportales ist dagegen die Jahreszahl 1753 für die Erbauung vermerkt. Desgleichen sind die Renovierungen von 1895, 1959, 1984 und 2014 in Stein gemeißelt. Im geschwungenen und mit Schiefer überdachten Giebel des Eingangsportales stehen die Worte aus dem Lukasevangelium: Selig sind, die Gottes Wort hören und bewahren. (Luk 11.28)
Aus dem Satteldach des Kirchenschiffs erhebt sich im Westen ein quadratischer, schiefergedeckter Dachreiter, der die Turmuhr und den Glockenstuhl beherbergt und mit einer geschwungenen Haube mit Laterne bedeckt ist.
Die Kirchenausstattung stammt aus der Bauzeit. Die Orgel mit elf Registern, einem Manual und einem Pedal wurde 1785 von Johannes Oberndörfer gebaut. 1876 wurde die Disposition geändert. 1965 wurde sie von Gerard Albert Cornelius de Graaf und 1992 von der Berliner Orgelbauwerkstatt Karl Schuke restauriert.
Die Orgel hat wie zur Erbauungszeit die folgende Disposition:
| I Manual C–f3   |       |
| Principal       | 8′    |
| Grosgedak       | 8′    |
| Flöth           | 8′    |
| Viola de Gamba  | 8′    |
| Octav           | 4′    |
| Spitzflöth      | 4′    |
| Waldflöth       | 2′    |
| Sexquialtera II |       |
| Mixtur          | 1 ⁄3′ |

| Pedal C–f0   |     |
| Subbaß       | 16′ |
| Trompetenbaß | 8′  |

- Koppeln: I/P